# Nain Jaune

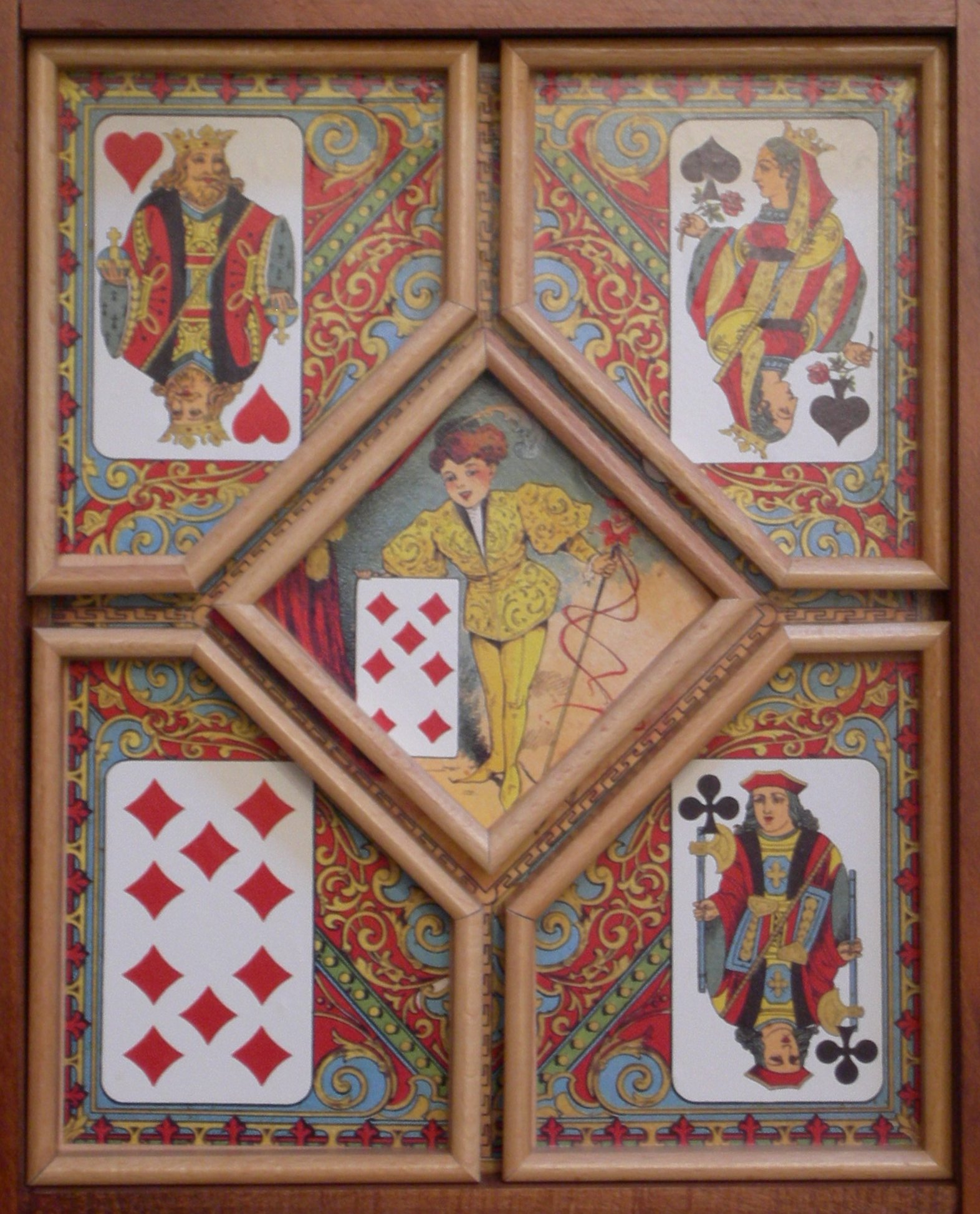
Nain-Jaune-Spielbrett

Nain Jaune („gelber Zwerg“), das auch unter dem Namen Lindor bekannt ist, ist ein „attraktives und einzigartiges traditionelles französisches Kartenspiel“ für 3 bis 8 Personen, bei dem ein Spielbrett mit fünf Fächern oder Kästchen verwendet wird. Es handelt sich um ein durchdachtes Glücksspiel, da es die Gefahren der Kartenverteilung mit der Strategie des Bildens von Farben kombiniert.
Nain Jaune, das als klassisches französisches Spiel gilt, ist nach der Karo-Sieben benannt, die als gelber Zwerg (französisch: nain jaune) in der Mitte des Spielbretts.
Nain Jaune entstand Mitte des 18. Jahrhunderts als Teil der Hocs-Gruppe von Spielen und ist bis heute ein beliebtes französisches Familienspiel. Die ursprünglichen Regeln waren anspruchsvoller und das Spiel konnte nur von drei oder fünf Spielern gespielt werden. Im Gegensatz dazu sind die modernen Regeln einfach, die Spieleranzahl ist variabel (drei bis acht Spieler) und das Spiel ist für Jung und Alt gleichermaßen geeignet. Es wurde als „Familienspiel par excellence“ beschrieben.
Dieses Spiel ist oft in preiswerten Ausführungen in Spielesammlungen zu finden, jedoch bieten Läden mit Edelspielsachen auch sehr elegante Holzvarianten an. Der Name des Spiels bedeutet übersetzt „Gelber Zwerg“; damit wird im Spiel die Karo Sieben bezeichnet.

## Geschichte
Der Name geht auf ein Märchen der französischen Adligen Baronin d'Aulnoy zurück, das 1698 veröffentlicht wurde. Le Nain Jaune (der gelbe Zwerg) ist eine grausame Geschichte über einen hässlichen, eifersüchtigen und bösen Schurken.
Das Spiel Nain Jaune tauchte erstmals um 1760 in der französischen Region Lothringen unter dem Namen Jeu du Nain (Zwerg) oder Jeu du Nain-Bébé (Zwergbaby-Spiel) auf. Dieser Name bezog sich auf Nicolas Ferry, genannt „Baby“, einen Zwerg, der von Stanislas, König von Polen, dem Herzog von Lothringen, beschützt wurde. Es wird berichtet, dass Ferry mit zunehmendem Alter gewalttätig und grausam wurde und den Spitznamen „der gelbe Zwerg“ erhielt, nach dem Bösewicht im Märchen. Die Regeln, die erstmals 1760 in L'Avantcoureur veröffentlicht wurden, verwendeten dasselbe allgemeine Konzept und Layout wie das moderne Spiel, unterschieden sich jedoch in einigen Punkten. Das Spiel verbreitete sich in ganz Europa und blieb bis zur französischen Revolution populär. Damals, im Jahr 1789, veröffentlichte ein französisches Spielekompendium Regeln für Nain Jaune – auch Lindor genannt – die sich deutlich von denen des ursprünglichen Spiels unterschieden. Diese neuen, einfacheren Regeln haben sich bis heute gehalten.
Um 1850 erweckte der berühmte General Tom Thumb, eine Attraktion des Barnum-Zirkus, das Interesse an Zwergen und gleichzeitig auch an dem Spiel selbst wieder. Nach der Zeit des zweiten französischen Kaiserreichs (1852–1870) geriet das Spiel wieder in Vergessenheit, kam aber in der Zwischenkriegszeit wieder in Mode. Seitdem ist es zu einem klassischen französischen Brettspiel geworden.

## Spielmaterial

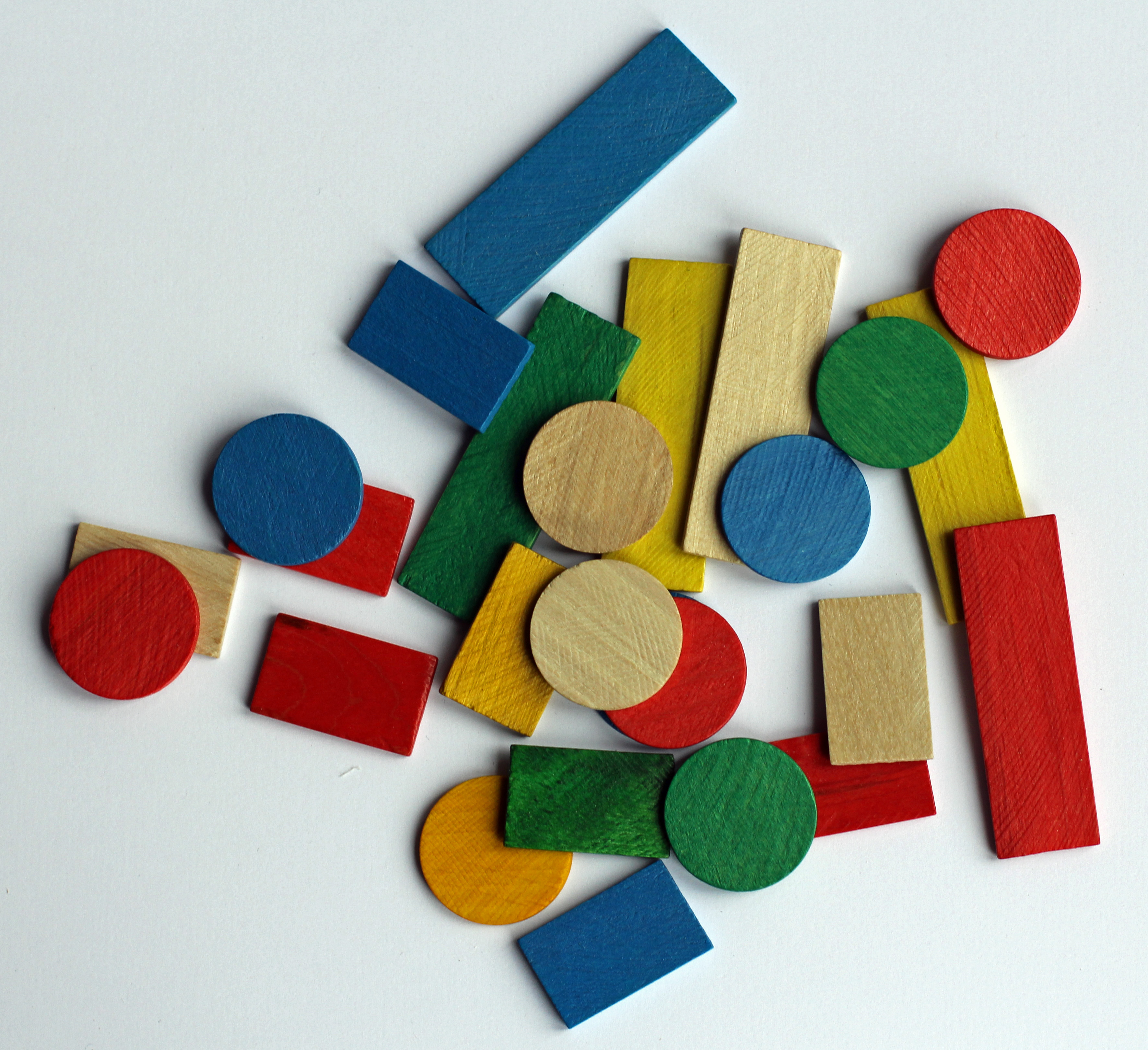
Farbige Holzjetons, wie sie in Nain Jaune verwendet werden

Für Nain Jaune oder den Gelben Zwerg wird Folgendes benötigt:
- ein gewöhnliches, französisches Kartenspiel mit 52 Karten;[9][10]
- ein Spielbrett mit fünf (oft abnehmbaren) Fächern oder „Boxen“, die an den vier Ecken die ♦10, den ♣J, die ♠D und den ♥K; und in der Mitte die ♦7 oder Nain Jaune ("Gelber Zwerg");[9] Solche Spielbretter sind leicht im Internet erhältlich. Wenn ein Brett nicht vorhanden ist, kann man, wie im Originalspiel von 1760, die fünf Honneurs aus einem zweiten Kartenspiel als Tableau (Spielbild) auf den Tisch legen.
- Jetons, Fiches und/oder Contrats[9][10], die unterschiedliche Farben, Formen und Werte haben können (z. B. 1, 5 und 10 Punkte) und zu Beginn des Spiels gleichmäßig im Wert von jeweils 50–120 Punkten unter den Spielern verteilt werden.

## Nain Jaune – Originalregeln
Die Originalregeln für ein Spiel namens „Nain Jaune“ wurden 1760 in zwei Ausgaben von L'Avantcoureur veröffentlicht. Diese Regeln erlauben nur drei oder fünf Spieler und sind anspruchsvoller, da die Karten in Sequenzen in jeder Farbe aufgebaut werden müssen.

### Übersicht
Gelber Zwerg ist ein Ablegespiel, bei dem es darum geht, als Erster alle Karten loszuwerden. Die Version von 1760 wurde von 3 oder 5 Spielern mit einem vollständigen, französischen Kartenspiel und 5 zusätzlichen Karten gespielt – ♥K, ♠D, ♣B, ♦10 und ♦7 oder nain, „der Zwerg“ – die offen als Einsatz-Bild auf den Tisch gelegt wurden. Dies sind die 5 Honneurs (belles cartes, d. h. „schöne Karten“).

### Karten
Die Karten werden in jeder Farbe in der Reihenfolge gebildet, im Gegensatz zum modernen Nain Jaune, bei dem die Farben irrelevant sind. Innerhalb jeder Farbe werden die Karten in ihrer natürlichen Reihenfolge, von der niedrigsten zur höchsten, gebildet: Eins bis König. Bestimmte Karten waren Stoppkarten, d. h. sie unterbrechen die Spielfolge und werden als „Hocs“ bezeichnet. Die drei permanenten Hocs sind die ♠D, der ♣B und die ♦10. Der „Haupt-Hoc“ (hoc principal) war der Zwerg, die ♦7 und die vier Könige waren „End-Hocs“ (hocs de fin de suite).

### Geben und Spielablauf
Das Kartengeben und Spielablauf erfolgen gegen den Uhrzeigersinn. Wenn drei spielen, verteilt der Geber jedem Spieler einzeln 15 Karten. Wenn fünf spielen, erhält jeder 9 Karten. Die restlichen 7 Karten werden verdeckt als Talon beiseite gelegt und nicht mehr verwendet. Jede Karte im Talon kann als Stopper oder zufälliges „Hoc“ („hoc accidentel“) fungieren und das Vervollständigen von Spielfolgen verhindern. Der Spieler spielt eine Karte auf den Tisch, um die erste Reihenfolge zu starten, indem er ihren Namen ausruft, z. B. „Eins“. Anschließend kann er die nächsthöhere Karte derselben Farbe ablegen, falls er eine hat, z. B. „…Zwei“. Ein Spieler kann so lange Karten hinzufügen, bis die Folge nicht mehr fortgesetzt werden kann, z. B. „…Drei, Vier und ohne (sans) Fünf“. Der Spieler muss nicht mit der niedrigsten Karte beginnen. Die anderen legen abwechselnd so viele Karten wie möglich in die gleiche Farbfolge ab oder sagen „passe“, wenn dies nicht möglich ist. Wird die Folge durch einen König vervollständigt, ruft der Spieler „Hoc!“ und darf eine neue Folge mit einer Karte beliebigen Ranges und beliebiger Farbe beginnen. Ebenso gilt: Wenn kein Spieler eine Folge fortsetzen kann, weil die gewünschte Karte im Talon liegt, ruft der Spieler der letzten (höchsten) Karte der bestehenden Folge „Hoc!“ und darf eine neue Folge beginnen. Der Spieler eines permanenten Hocs macht dasselbe. Hat ein Spieler den Haupt-Hoc, ist diese wild und kann daher jederzeit gespielt werden; ebenso muss sie nicht gespielt werden, auch wenn sie die nächste in der Reihenfolge ist.

### Wertung
Der Geber legt Antes 15 Jetons wie folgt auf das Board: 1 auf die ♦10, 2 auf den ♣J, 3 auf die ♠D, 4 auf den ♥K und 5 auf die ♦7.
Während des Spiels erhält ein Spieler, der einen „Hoc“ (d. h. einen König oder eine „Honneurs“) spielt und ihn ansagt, von jedem anderen Spieler 1 Jeton. Ein Spieler, der eine „Honneurs“ spielt und ansagt, gewinnt ebenfalls den Inhalt des entsprechenden Feldes. Vergisst ein Spieler, ein „Hoc“ anzusagen, verliert er seinen Einsatz, der „in situ“ bleibt.
Gewinner ist der, der als Erster alle Karten abgelegt hat. Die verbleibenden Spieler zählen ihre Punkte: Bildkarten zählen 10, Asse 1 und alle anderen Karten ihren Nennwert. Der Gewinner erhält von jedem Spieler die Anzahl der Punkte, die den Punkten der verbleibenden Karten auf der Hand entsprechen. Hält ein Spieler am Ende noch die ♦7, zahlt er das Doppelte. Hält ein Spieler noch eine Honneur, ist er „bête“ und muss den Einsatz im entsprechenden Feld verdoppeln. Wenn der Gewinner alle Karten ablegen konnte, ohne dass die anderen Spieler mindestens eine Karte ausspielen konnten – das ist eine „Opéra“ (Oper) –, zahlen die Verlierer das Doppelte.
Da nur der Dealer einen Ante zahlt, umfasst ein Spiel eine feste Anzahl von Runden, normalerweise 10 (5 Spieler) oder 12 (3 Spieler).

## Lindor oder Nain Jaune – Moderne Regeln
Die Regeln für die einfachere, moderne Version des Spiels wurden erstmals 1789 unter dem Namen „Lindor“ oder „Nain Jaune“ veröffentlicht und sind bis heute gültig. Sie sind auch auf der Website der Académie des jeux Oubliés zusammengefasst.

### Übersicht
Das spätere Spiel verwendet ein spezielles Spielbrett mit fünf herausnehmbaren Fächern oder „Boxen“, die mit Motiven und den Bildern der fünf Honneurs verziert sind. In der Mitte ist ein Zwerg abgebildet, der die ♦7 in der Hand hält. In den vier Ecken ist jeweils eine der anderen Ehrenkarten abgebildet: der ♥K, die ♠D, der ♣B und die ♦10.
Die wichtigsten Unterschiede zum Originalspiel sind:
- Es kann eine beliebige Anzahl von Spielern (drei bis acht) gespielt werden.
- Die Farben sind irrelevant, daher ist kein Befolgen der Farbe erforderlich.
- Alle Spieler setzen Antes auf das Brett, daher kann ein Spiel beliebig viele Runden umfassen.
- Es gibt weder permanente „Hocs“ noch einen „Haupt-Hoc“.
- Außer den Honneurs werden während des Spiels keine Zahlungen geleistet.
- Das Zahlungssystem am Ende einer Runde ist anders.

Das Spiel ist weniger komplex und herausfordernd und scheint auf ein schnelleres Spiel ausgelegt zu sein. Die Anzahl der Runden und Spielerausschlüsse ist begrenzt, und die Einsätze sind deutlich erhöht, um das Hasardspiel-Potenzial zu erhöhen.

### Vorbereitungen
Zu Beginn des Spiels erhält jeder Spieler die gleiche Anzahl an Spielmarken, z. B. fünf 10er-Spielmarken (Contrats), zehn 5er-Spielmarken (Fiches) und zwanzig 1er-Spielmarken (Jetons). Anschließend legt jeder Spieler Spielmarken wie folgt in die Felder auf dem Spielbrett: ein Jeton auf der ♦10, zwei auf den ♣J, drei auf der ♠D, vier auf den ♥K und fünf auf der ♦7 oder „Gelben Zwerg“. Sollten noch Spielmarken aus der vorherigen Runde übrig sein, werden diese behalten und die neuen Einsätze hinzugefügt.
Der erste Geber wird per Los bestimmt. Der Geber mischt die Karten, lässt sie links abheben und teilt dann nach rechts in Dreiergruppen eine Anzahl von Karten aus, die von der Spieleranzahl abhängt (s. Tabelle unten).
| Anzahl der Spieler | Karten pro Spieler | Karten im Talon |
| ------------------ | ------------------ | --------------- |
| 3                  | 15                 | 7               |
| 4                  | 12                 | 4               |
| 5                  | 9                  | 7               |
| 6                  | 8                  | 4               |
| 7                  | 7                  | 3               |
| 8                  | 6                  | 4               |

### Spielablauf
Gespielt wird es im Uhrzeigersinn. Ziel des Spieles ist es, als Erster seine Karten loszuwerden.
Diese werden in der Mitte auf einem Stapel gesammelt.
Der Startspieler beginnt damit, eine möglichst lange Kartenreihe abzulegen. Zum Beispiel 3, 4, 5, 6. Dabei sagt er: 3 4 5 6 ohne 7.
Danach darf der links neben ihm sitzende Spieler mit einer 7 weitermachen, möglicherweise noch eine 8 anlegen und so weiter, bis auch er nicht mehr kann.
Zu beachten ist, dass das As als 1 zählt und damit der absolute Beginn einer Reihe ist.
Legt ein Spieler einen König, so hat er das Recht, irgendwo in der Skala neu zu beginnen.
Besitzt er aber Einser (As), so empfiehlt es sich, diese loszuwerden.
Hat, nachdem ein Spieler eine 5 gelegt hat, keiner mehr eine 6 zum Drauflegen, darf der Spieler, der die 5 legte, mit einer 7 weitermachen.
Legt man nun während des Spieles eine der fünf Karten aus der Mitte (die Honneurs) und macht eine passende Ansage (z. B. legt die ♠D ab und sagt "die Dame die nimmt" an), so bekommt man den Inhalt des Faches. Wenn man die Ansage vergisst, geht die Prämie verloren.
Kann man eine solche Karte während des gesamten Spieles nicht loswerden, so muss man eine Bête einsetzen, d. h. den Inhalt des Faches nach dem Spiel verdoppeln.
Gleiches gilt für ein Übersehen dieser Karte.
Der Spieler, der als Erster alle seine Karten loswird, erhält von den anderen Spielern so viele Jetons, wie die anderen noch Punkte auf der Hand haben. Die Bilder zählen dabei jeweils zehn Punkte.
Gelingt es einem Spieler, sofort, wenn er zum ersten Mal an der Reihe ist, alle Karten zu legen, so ist ihm eine Grand Opéra (Große Oper) gelungen und er darf zusätzlich alle Fächer des Tableaus leeren.
Danach beginnt die nächste Runde, indem alle ihre Einsätze einsetzen und der Spieler rechts dem letzten Geber mischt usw. die Karten.
Ablaufvarianten

Hat nachdem ein Spieler eine 5 gelegt hat, keiner mehr eine 6 zum Drauflegen, hat der Spieler, der die 5 legte, das Recht, irgendwo in der Skala neu zu beginnen.
Der Spieler, der als Erster alle seine Karten loswird, erhält von den anderen Spielern so viele Jetons, wie die anderen noch Karten in der Hand haben.

## Bibliographie
- L'Avantcoureur, 27. Oktober 1760, Nr. 41 und 3. November 1760, Nr. 42.
- d'Alembert, Abbé Bossut, de la Lande, Marquis de Condorcet, Charles, etc. Encyclopedie Methodique ou Par Ordre de Matieres: Mathematiques. Paris: Panckoucke, 1789.
- Jacques Lacombe: Dictionnaire des Jeux. Panckoucke, Paris, 1792.